# Rosanna Crawford
Rosanna Crawford, född 23 maj 1988 i Canmore i provinsen Alberta i Kanada är en kanadensisk skidskytt.
Hon tävlande i olympiska vinterspelen 2010 i Vancouver i damernas 7.5 kilometer sprint samt 15 kilometerslopp.  Hon slutade på 72:a plats i sprintloppet den 13 februari 2010 på tiden 23:04.6 och utan straffrundor (+3:09.0).
Her är yngre syster till Chandra Crawford som tog guldmedalj vid olympiska vinterspelen 2006.
Hon ingick i en grupp idrottare som medverkade i Bold Beautiful Biathlon calendar.

### Fotnoter
1. 1 2  ”Rosanna Crawford”. Canadian Olympic Committee. http://www.olympic.ca/en/athletes/rosanna-crawford/. Läst 16 februari 2010.
2. ↑  ”Arkiverade kopian”. Arkiverad från originalet den 6 juli 2011. https://web.archive.org/web/20110706170152/http://www.biathloncanada.ca/main.php?p=3566&lan=1. Läst 24 mars 2010.